# Marie Louise Élisabeth Vigée Lebrun
Marie Louise Élisabeth Vigée Lebrun (París; 16 de abril de 1755-Louveciennes; 30 de marzo de 1842) fue la pintora francesa más famosa del siglo XVIII y una de las retratistas más demandadas de su época. Su pintura está presente en un centenar de museos de 20 países. Su obra incluye 900 pinturas, entre ellas 700 retratos —muchos autorretratos, 30 retratos de su amiga María Antonieta y 67 retratos realizados durante los seis años de exilio en Rusia—. Durante sus viajes se convirtió en miembro de las Academias de Florencia, Roma, Bolonia, San Petersburgo y Berlín. Dejó escritas las memorias sobre su vida.

## Inicios
Nació en 1755 en París, en el seno de una familia humilde a pesar de la reputación de su padre Louis como retratista en colores pastel, lo que permitió a la familia acceder a la sociedad burguesa artística. Su hermano pequeño, Étienne, tres años menor que ella, también mostró talento como escritor. De su padre, Louis Vigée, recibió sus primeras lecciones, aunque se benefició más de los consejos de Gabriel François Doyen, Jean-Baptiste Greuze, Claude Joseph Vernet y otros maestros de la época.
De los 6 a los 11 años vivió en un internado y no dejó de pintar.
A los 12 años perdió a su padre y primer maestro, en una operación médica fallida. Durante su adolescencia pintó ya retratos de manera profesional. Comenzó pintando a su propia familia: a su madre, a su hermano Etienne y a su padrastro, Jacques-François Le Sèvre. Su madre, Jeanne Massin, por circunstancias económicas, volvió a casarse con un hombre con el que la pintora no tenía buena relación. Animada por su madre para que continuara con la pintura, a los 15 años Louise tenía su propio estudio.

## Carrera
En torno a 1774 conoció a Jean-Baptiste Pierre Lebrun, pintor y comerciante de arte, vecino suyo, con quien se casó en 1776 por recomendación de su madre, explica en sus memorias, y por salir de la casa en la que vivía su padrastro, de quien explica, cada vez tenía peor carácter tras dejar sus actividades. Su marido, dice también en sus escritos, resultó ser un mujeriego, adicto a los juegos de azar y las prostitutas, en los que gastaba el dinero que ella ganaba. Pero su propia experiencia profesional y colección de maestros antiguos y grabados ayudaron a Louise a ampliar sus horizontes artísticos y perfeccionar su técnica de pintura.
Pintó los retratos de muchos de los miembros de la nobleza francesa y conforme avanzaba su carrera, a la edad de 23 años, fue invitada a Versalles para pintar a la reina María Antonieta. El primer cuadro lo pintó en 1779. La reina quedó tan complacida con el trabajo de Vigée-Lebrun que recibió el encargo de pintar más retratos de ella, así como de los príncipes y de numerosos nobles.

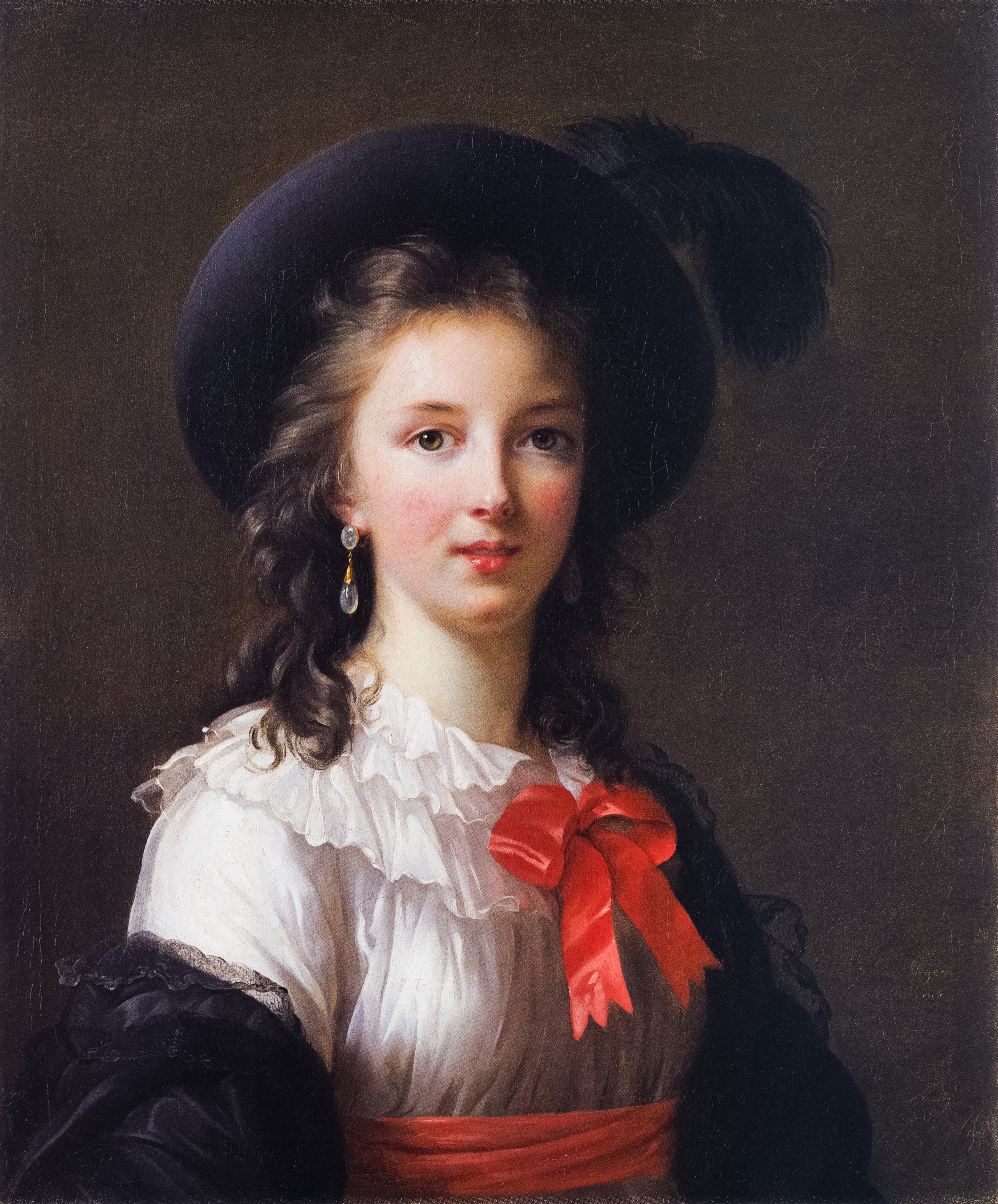
Autorretrato de Marie-Louise-Élisabeth Vigée-Lebrun, 1781-82

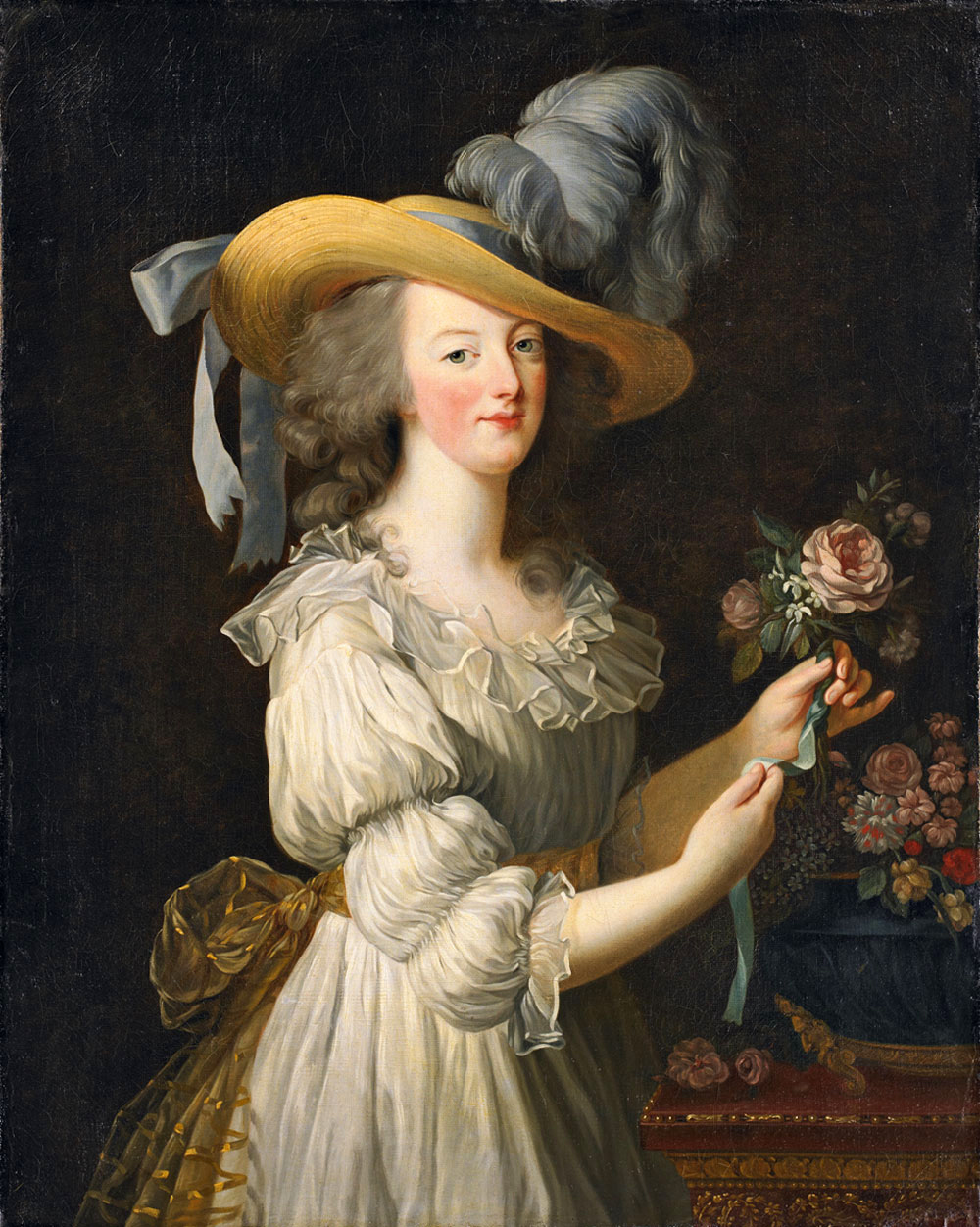
Retrato de María Antonieta, 1783

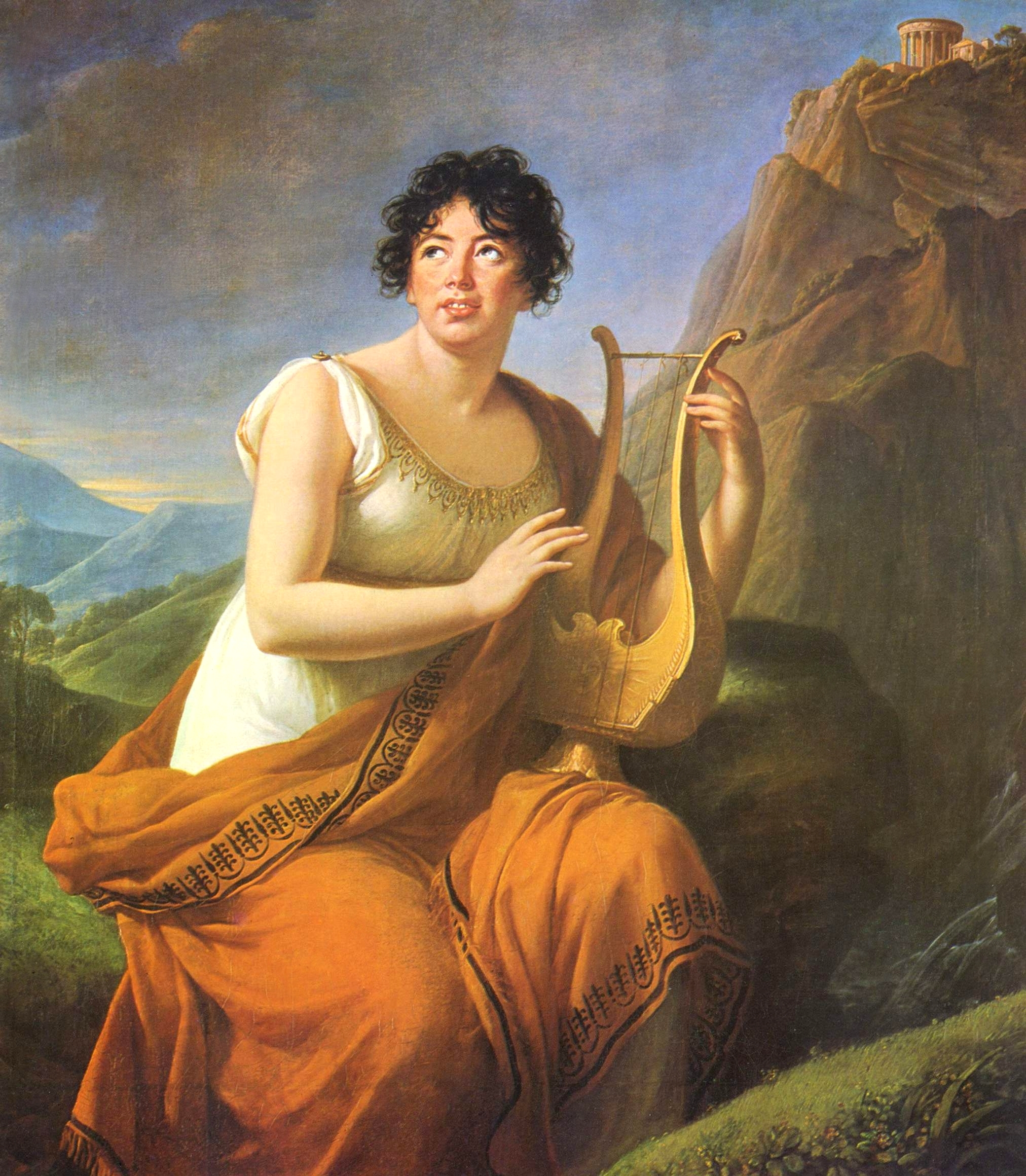
Retrato de Madame de Staël representada como Corina, h. 1807-1808, óleo sobre lienzo, 140 x 118 cm, Museo de Arte e Historia de Ginebra

A principios de la década de 1780 Le Brun llevó a su esposa a un viaje a los Países Bajos, lo que le permitió profundizar en los maestros flamencos y su comprensión del arte holandés, en especial el uso de Rubens del color y los esmaltes, que iba a tener una influencia permanente en su arte. Allí pintó los retratos de algunos nobles y del Príncipe de Nassau.
El 31 de mayo de 1783 fue aceptada como miembro de la Academia Real de Pintura y Escultura como pintora de alegorías históricas. Adélaïde Labille-Guiard, su principal rival, fue aceptada el mismo día. Los hombres a cargo se opusieron a su admisión argumentando que su esposo era un tratante de arte, pero una orden del rey fijó la decisión una vez que María Antonieta presionó a su marido en favor de la pintora. La admisión de dos mujeres en un mismo día suscitó comparaciones entre ambas en vez de comparaciones entre miembros femeninos y masculinos.
Tras la detención de la familia real durante la revolución francesa en octubre de 1789 Vigée Lebrun identificada como monárquica, huyó de Francia con su hija Brunette, de 9 años, iniciando doce años de exilio viajando primero a Italia y después a Austria y Rusia. Su experiencia en tratar con clientes de la aristocracia le resultó útil. En Roma sus pinturas fueron aclamadas por la crítica y fue recibida en la Academia di San Luca. En Rusia pintó a numerosos miembros de la familia de Catalina la Grande. Durante su estancia Vigée Lebrun fue nombrada miembro de la Academia de Bellas Artes de San Petersburgo.
En 1793 su marido fue obligado por las autoridades de la revolución a divorciarse y ella asumió su propia manutención y la de su hija con su propio trabajo.
Finalmente regresó a Francia durante el reinado del emperador Napoleón I. Solicitada por la élite de Europa, viajó a Inglaterra a principios del siglo XIX y pintó los retratos de varios notables británicos incluyendo a Lord Byron. En 1807 viajó a Suiza y fue nombrada miembro honoraria de la Societé pour l'Avancement des Beaux-Arts de Ginebra.
A instancias de una amiga, la condesa Dolgoruki, Vigée Lebrun publicó sus memorias en 1835 y 1837, en donde muestra una interesante perspectiva de la formación de los artistas del final de la época dominada por las academias reales.
Todavía siendo muy activa a partir de sus 50 años, compró una casa en Louveciennes, Île-de-France. Vivió en ella hasta que el ejército prusiano la tomó durante la guerra de 1814. Vivió en París hasta su muerte el 30 de marzo de 1842. Nunca volvió a casarse. Su cuerpo fue llevado de vuelta a Louveciennes donde fue enterrada en un cementerio cerca de su antiguo hogar.
En su lápida se lee el epitafio «Ici, enfin, je repose...» («Aquí, al fin, descanso...»).
Vigée Lebrun es considerada la más importante artista femenina del siglo XVIII. Dejó tras de sí 660 retratos y 200 paisajes.